# La Seigneurie (centre d'interprétation)
 (août 2024).
L'article doit être relu — et modifié si nécessaire — par des contributeurs indépendants pour apporter un regard critique aux contributions effectuées en violation des conditions d'utilisation de Wikipédia, tant sur la forme (notamment concernant le style encyclopédique, la proportionnalité) que sur le fond (la neutralité de point de vue, la qualité et l'indépendance des sources).
La Seigneurie, anciennement appelée Les Ateliers de la Seigneurie, est un centre d'interprétation du patrimoine (CIP), situé dans la commune d'Andlau dans la circonscription administrative du Bas-Rhin en région Grand-Est, à 33 km au sud de Strasbourg.
Elle propose une découverte des patrimoines du Pays de Barr à travers l'architecture des châteaux forts, des maisons à pans-de-bois et des édifices religieux.

## Bâtiment
La Seigneurie est installée dans l’hôtel particulier éponyme, aussi appelé hôtel d'Andlau. Ce bâtiment de style renaissance rhénane date de 1582-1583. Il a été acheté en 2005 par la ville d’Andlau. Les travaux de réhabilitation débutés en 2010 ont été complétés par une étude archéologique approfondie afin de mieux connaître le bâtiment. Cette étude a été menée par le Pôle d'Archéologie Interdépartemental Rhénane. Les résultats de ces relevés permettent de comprendre les techniques de construction, les fonctions des pièces, et les façons de vivre des résidents.
Les travaux de réhabilitation ont restructuré une partie intérieure du bâtiment avec la construction d’une extension destinée à la billetterie et à la boutique.

## Objectifs

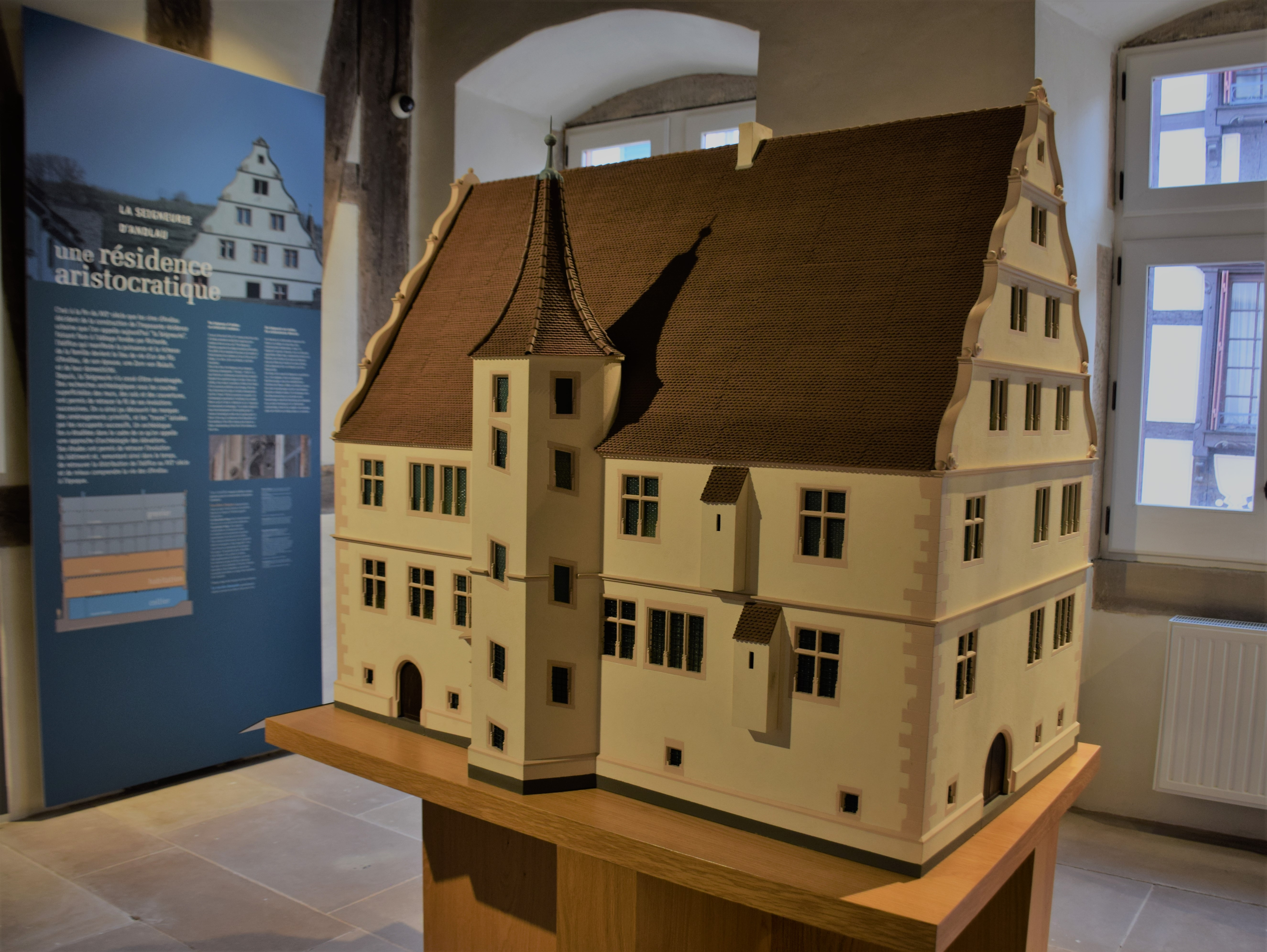
Maquette de la Seigneurie, visible au troisième étage.

Le projet du centre d'interprétation s’inscrit dans une politique globale de développement en France de ce type de lieux culturels. À la différence d’un musée, un centre d'interprétation met l’accent sur le visiteur en tant qu’acteur qui utilise tous ses sens. L’interprétation en tant que démarche de valorisation du patrimoine est au cœur du projet. Le lieu et les objets sont mis en valeur, et accessibles grâce à différents moyens de médiation : panneaux, dispositifs interactifs, manipulations, jeux, et expérimentations.
La médiation culturelle joue un rôle important dans ces approches. Au-delà de simples expositions et présentations d’objets, des dimensions historiques, culturelles mais aussi institutionnelles d’une société doivent être perçues par un large public.
Le service de médiation culturelle de La Seigneurie propose différentes formules de visites et des ateliers accessibles à tous les publics. Pour les particuliers, une programmation culturelle est proposée tout au long de l'année avec ateliers, spectacles, concerts, visites guidées, etc.. Des animations spécifiques sont proposées pour les groupes et les publics scolaires.
Un CIP n’a pas de collection physique mais peut tout de même exposer des objets de façon permanente dans des parcours d’interprétation. Il s’agit donc d’un lieu qui fait découvrir un patrimoine et un territoire local de façon ludique, pédagogique et interactive.
Le visiteur ne se contente pas d'observer mais il manipule et expérimente par lui-même. Plusieurs sens sont sollicités : le toucher, la vision, l'écoute. Les matériaux mis à disposition du public sont des outils multimédias interactifs, des jeux de manipulation, des maquettes, des films avec des interviews d'artisans, du matériel et des outils de construction.
Les acteurs à l’initiative du CIP La Seigneurie ont dégagé les points forts suivants à mettre en valeur : les paysages, le patrimoine architectural, les arts et savoir-faire.

## Historique
Le projet de créer un centre d’interprétation du patrimoine nommé Les Ateliers de la Seigneurie est lié à la politique touristique adoptée par la Communauté de communes du Pays de Barr dès sa création, qui cherche à atteindre à la fois un public local et touristique pour valoriser le patrimoine des communes du Pays de Barr. En 2008, une cheffe de projet est recrutée par Alfred Becker, qui présidait la communauté de communes du Piémont de Barr pour superviser le projet qui suit à la fois la volonté du Conseil Départemental du Bas Rhin de développer sur son territoire un réseau de centres d’interprétation du patrimoine portés par des intercommunalités et celle de mise en valeur des territoires ruraux voulue par les pôles d’excellence rurale (PER). Ce réseau est composé de cinq centres d'interprétation du patrimoine : la Villa à Dehlingen, le château de Lichtenberg, la maison rurale de l'Outre-Forêt à Kutzenhausen, L'Atelier de l'Orgue à Marmoutier, les Ateliers de la Seigneurie à Andlau. Finalement, le budget alloué au projet s'élève à 5,6 millions d'euros (conseil général du Bas-Rhin : 2,6 millions d'euros ; communauté de communes du pays de Barr : 1,26 million d'euros ; État : 737 000 euros ; fonds européens : 75 000 euros et mécénat : 50 000 euros).
L’association des amis de la Seigneurie (AASA) créée le 16 mai 2008 sous l’égide de Maurice Laugner, ancien maire d’Andlau, est associée activement au projet, par exemple pour la réalisation des contenus du parcours permanent et la promotion du lieu. L’AASA est dissoute en 2019[réf. nécessaire]. Après cinq années de travaux, les ateliers de la Seigneurie ouvrent au public le 18 octobre 2013. Sophie Reeb en prend la direction. Depuis mars 2020, le nouveau directeur est Franck Burckel.
Le 17 octobre 2020, les ateliers de la Seigneurie ont reçu le prix Hopl'Awards #Culturechezvous pour "La Seigneurie à la maison", une offre de plus de 200 activités proposée pendant le premier des confinements liés à la pandémie de Covid-19 en France.
Au début des années 2020, le constat est fait que certains des axes fixés à la création de la structure sont des échecs : la thématique autour des métiers d’art est restée peu développée, en partie du fait qu’elle ne rejoint pas les compétences de la Communauté de communes ; malgré les investissements, notamment la salle de dégustation, le traitement de la thématique de la vigne s’est également révélé peu adapté au public. Le nom choisi à l’origine pose également problème : trop long et peu compréhensible pour le public, qu’il peut induire en erreur avec la mention « ateliers », alors qu’il n’y a pas à proprement parler d’atelier d’artisan d’art dans la structure.
Pour tenter de résoudre ces problèmes, à la fin de l’année 2022 la stratégie de la structure est ajustée, la muséographie modifiée en profondeur et le nom simplifié en « la Seigneurie » à partir du 1er janvier 2023. Cette modification est accompagnée d’un changement de logotype ainsi que par l’ajout d’un slogan : Ici le patrimoine prend sens. L’objectif est de consolider la fréquentation et de répondre davantage aux attentes du public local afin d’atteindre la cible fixée de 15 000 visiteurs par an,.

## Muséographie

### Parcours permanent

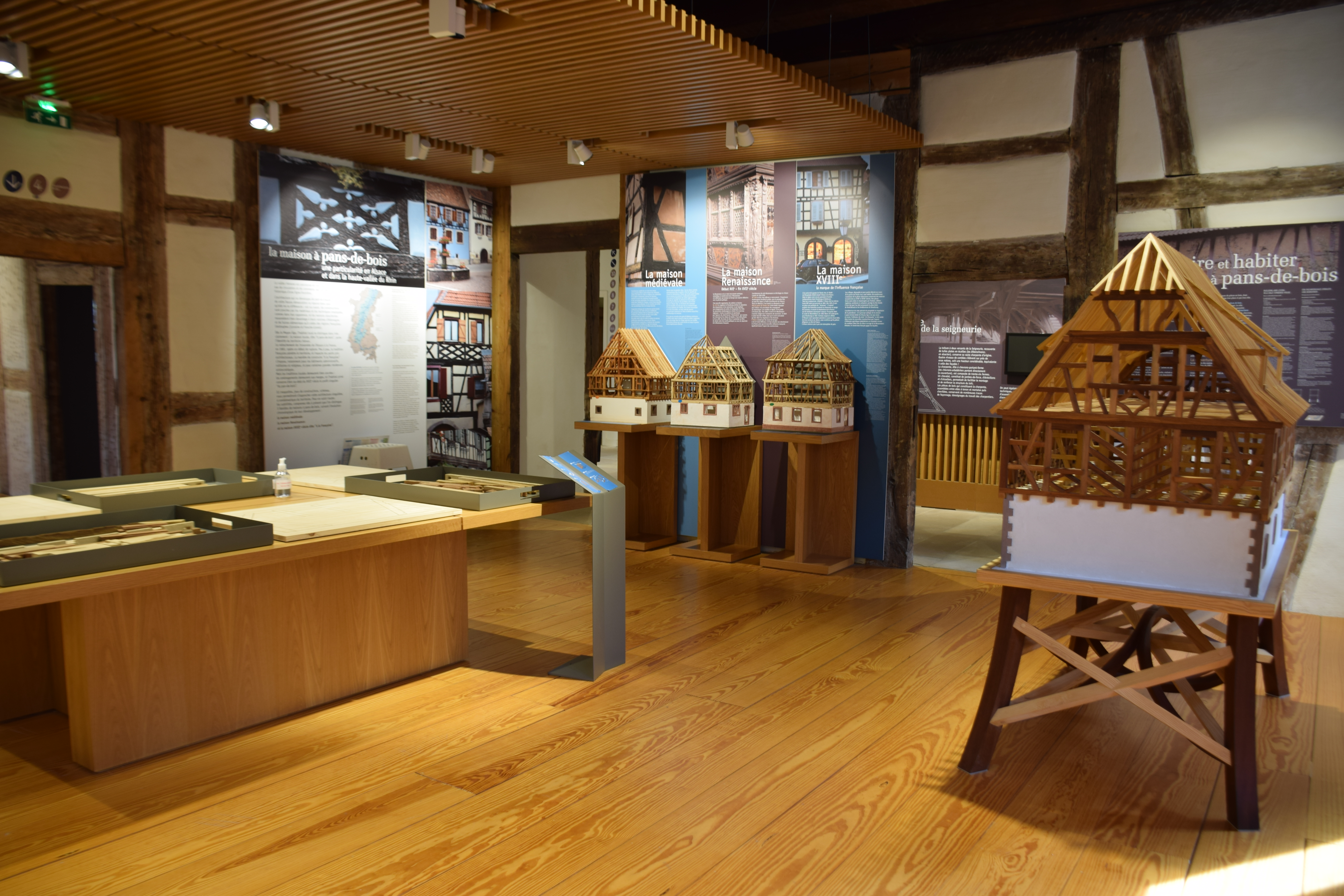
Premier étage présentant les maisons à pans-de-bois

Le parcours permanent occupe les trois premiers étages du bâtiment et développe, sur une superficie de 700 m2, des thèmes liés à l'architecture, l'archéologie, l'histoire, la vie religieuse et la viticulture .
Jusqu’en 2023, le parcours permanent était organisé en trois thèmes, chacun occupant un étage. Au premier étage était abordé le thème « Habiter le territoire », orienté sur l’architecture régionale, notamment la maison à pans-de-bois, l’Hôtel d’Andlau et la vie quotidienne révélée par les fouilles archéologiques. Le deuxième étage était sur le thème « Pouvoirs temporels et autorités religieuses », abordé au travers de la construction des monuments représentatifs du pouvoir religieux et ceux du pouvoir temporel, comme les églises, châteaux-forts, etc. Enfin le troisième étage portait sur « Produire en Alsace » et se concentrait sur les activités agricoles et artisanales dans le pays de Barr, avec une large place accordée à la viticulture. Le thème du vin est développé dans une salle annexe équipée pour faire des dégustations.
Un réagencement du parcours permanent commence à être mis en œuvre à la fin de l’année 2022. La nouvelle muséographie accorde une place plus importante à Barr et sa région. La division de l’espace avec un thème par étage est maintenue, mais avec une distribution différente : la viticulture, qui était au troisième étage, est déplacée au premier, au sein d’un thème focalisé sur les paysages et les ressources naturelles ; les deuxième et troisième étages se concentrent respectivement sur l’architecture religieuse, avec notamment l’abbaye d’Andlau, et l’organisation politique du territoire au travers de ses monuments comme le château d’Andlau ou les mairies.

### Expositions temporaires
Les ateliers de la Seigneurie proposent deux expositions temporaires par an, portant soit sur des thématiques en lien avec l'histoire de l'Alsace et de son patrimoine, soit sur la création artistique.

## Fréquentation
À la création de la structure en 2013, l’objectif fixé est d’atteindre 20 000 visiteurs par an, avec l’idée de parvenir dans les années suivantes à 30 000 visiteurs[pas clair]. Ces chiffres se révèlent toutefois rapidement trop ambitieux et sont ramenés peu de temps après à 15 000,.  Ce seuil symbolique a été dépassé pour la première fois en 2023, année d'ouverture du nouveau parcours de visite permanent, avec 16 037 visiteurs, dépassant le précédent record de fréquentation de 14 803 visiteurs en 2019. En 2023, le Centre a notamment accueilli 5 772 scolaires, ceux-ci constituent en effet un public important de la Seigneurie.
Le chiffre de la fréquentation est obtenu par l’addition de l'ensemble des activités proposées par la seigneurie : visiteurs du parcours permanent, ceux des expositions temporaires et participants aux activités de la programmation culturelle. Conformément à la stratégie adoptée en 2023, l'ouverture du nouveau parcours a permis d'inverser la tendance des années précédentes, et de faire de la visite du parcours permanent  l'activité drainant le plus de visiteurs. 
Lors de la création des Ateliers de la Seigneurie en 2013, la cible est à la fois le public local et les touristes. La structure s’est toutefois progressivement recentrée de manière plus exclusive sur la première catégorie, avec des offres promotionnelles prioritairement tournées vers les habitants du territoire de la Communauté de Commune du Pays de Barr.

### Liste des expositions temporaires
- "Chemins de Compostelle" (1er août 2014 au 21 septembre 2014) : exposition sur aspects essentiels des chemins de Compostelle. Composée de 20 tableaux ainsi que de témoignages de pèlerins, elle présente le pèlerinage, l'histoire et la vie de pèlerin[20].
- "L'art roman en Alsace" (7 février 2015 au 3 mai 2015) : exposition proposée par l'Association Romanica, elle fait découvrir une vingtaine de sites remarquables dont la construction se place entre l'an mille et le XIIIe siècle[21].
- "Autour des gestes du graveur" (7 juillet 2015 au 20 septembre 2015) : Une exposition artistique et informative donnant un aperçu de la richesse de la gravure et de la l'estampe, un art qui s'appuie sur les techniques de travail du bois et d'orfèvrerie pour élargir ses possibilités[22].
- "Les crèches de Janine" (1er décembre 2015 au 30 décembre 2015) : collection de crèches de Noël du monde entier, en coopération avec le Pôle Culture et Tourisme du consistoire de Barr[23].
- "Châteaux forts du Rhin supérieur Alsace-Pays de Bade" (15 avril 2016 au 15 juin 2016) : exposition présentant plus de 100 maquettes de châteaux forts permettant de voir à quoi ressemblaient ces châteaux.
- "L'Alsace au cœur du Moyen Age" (1er septembre 2016 au 30 octobre 2016) : conçue en partenariat avec le service de l’Inventaire du Patrimoine de la Région Alsace et l'unité Archimède de l’Université de Strasbourg, dans le but de représenter l'art, l'histoire et l'architecture religieuse et culturelle de l'Alsace au cours de la période romane (XIe et XIIe siècles)[24].
- "Ewa Rossano : 365 jours d'émotions" (1er décembre 2016 au 30 décembre 2016) : exposition présentant des œuvres de Ewa Rossano, artiste en résidence. Il s'agit de sculptures en bronze et en cristal qui évoquent le monde physique et tout ce qui nous rattache à la Terre et à l'Homme[25].
- "8 châteaux forts du centre Alsace, des hommes et des pierres : construire au Moyen Âge, sauvegarder aujourd'hui" (1er avril 2017 au 30 juin 2017) : en collaboration avec l’association Châteaux Forts Vivants, l'exposition présente 8 châteaux forts du centre Alsace sous le regard des bénévoles[26].
- "Sorcières ! Rites, croyances et persécutions en Alsace" (1er août 2017 au 31 octobre 2017) : exposition consacrée aux sorcières en Alsace, et notamment leur persécution au Moyen-Âge. Elle présente une collection privée d’objets dans le but de faire plonger les spectateurs dans le monde étonnant des croyances magiques aux XVe et XVIe siècles[27].
- "Lueurs-Couleurs" (19 novembre 2017 au 30 décembre 2017) : exposition de vitraux, peintures et aquarelles réalisés par Sylvie Lander[28].
- "Entrée en matières" (2 mars 2018 au 8 juillet 2018) :  une exposition d'œuvres contemporaines du FRAC Alsace qui proposent un autre regard et de nouveaux points de vue sur l’architecture.
- "Dames illustres et femmes libres au Moyen Âge" (20 juillet 2018 au 15 décembre 2018) : exposition sur le rôle et la place de femmes remarquables du Moyen-Âge, réalisée en partenariat avec le Mont Sainte-Odile dans le cadre de son jubilé[29]. Elle a été présentée en deux actes :
  - Acte 1 (20 juillet 2018 au 5 octobre 2018) : de sainte Odile à la Vita Odiliae au Mont Saint Odile.
  - Acte 2 (20 juillet 2018 au 16 décembre 2018) : du Jardin des Délices au Marteau des sorcières aux ateliers de la Seigneurie.
- "Charles Rouge - La conservation par l'image" (1er mars 2019 au 30 juin 2019) : Charles Rouge a vécu avec ses deux filles à la Seigneurie d'Andlau dont il fut propriétaire à la fin du XIXe siècle. Cette exposition est un hommage à cet homme passionné par l’Alsace et sa pugnacité à vouloir sauvegarder le patrimoine en réalisant un travail d’inventaire à travers le dessin, la copie et l'écrit[30].
- "Mille ans de monastères, Alsatia 700-1700" (6 juillet 2019 au 15 décembre 2019) : exposition retraçant l'histoire de la fondation des abbayes et de leurs règles. Le visiteur peut découvrir comment se structurent ces abbayes, avec leur cloître, église, scriptorium et dépendances[31].
- "OURS, Mythes et réalités" (8 février 2020 au 19 avril 2020) : exposition conçue et produite par le Muséum d’Histoire Naturelle de Toulouse, elle traite des histoires d’ours mais explore aussi la perception complexe qu’entretient l’homme face à l’ours. Une partie est également consacrée à l’empreinte de l’ours en Alsace[32].
- "Poésie des matériaux" (5 septembre 2020 au 30 décembre 2020) : exposition réalisée en partenariat avec la médiathèque de Barr, le musée de la Folie Marco de Barr et le FRAC Alsace. Ces trois lieux donnent leur interprétation du thème « poésie des matériaux » en lien avec leurs collections respectives, la matière bois ayant été choisie par le Ateliers de la Seigneurie[33].
- "Êtes-vous alsacien ? Sinn er Elsasser ?" (12 septembre 2020 au 30 décembre 2020 ; prolongée jusqu'au 16 mai 2021) : exposition retraçant plus de 2000 ans d’histoire régionale marquée par des thématiques qui ont façonné l’identité de l’Alsace : la langue, la transfrontalité, les traditions, ou encore le droit local[34].
- "Il était une fois... en Alsace (Contes et légendes)" (prévue du 16 mai 2021 au 30 décembre 2021) : exposition consacrée aux contes et légendes d'Alsace[17].